# Фонтан, Хосе
Хосе́ Мануэ́ль Фонта́н Мондраго́н (исп. José Manuel Fontán Mondragón; род. 11 февраля 2000, Вильягарсиа-де-Ароса, Галисия) — испанский футболист, защитник клуба «Сельта», выступающий на правах аренды за клуб «Арока».

## Клубная карьера
Фонтан — воспитанник клубов «Сан-Мигель де Дьеро», «Ароса и «Сельта». В 2018 году для получения игровой практики Хосе начал выступать за дублирующую команду последних. 23 января 2020 года в поединке против Кубка Испании против «Мирандеса» Фонтан дебютировал за основной состав. 1 октября в матче против «Барселоны» он дебютировал в Ла Лиге. 30 ноября 2021 года в поединке Кубка Испании против «Эбро» Хосе забил свой первый гол за «Сельты».
18 июня 2022 года перешёл на правах аренды в нидерландский «Гоу Эхед Иглз».